# Dẹ quả tròn
Dẹ quả tròn hay dẹ Lạc Đông (danh pháp khoa học: Syndiclis lotungensis) là một loài thực vật thuộc họ Lauraceae. Loài này có ở Trung Quốc (Lạc Đông, Hải Nam) và rất hiếm gặp ở Tam Đảo, Vĩnh Phúc, Việt Nam.